# Студзянкі (Мазовецьке воєводство)
Студзянкі (пол. Studzianki) — село в Польщі, у гміні Насельськ Новодворського повіту Мазовецького воєводства.
Населення — 419 осіб (2011).
У 1975-1998 роках село належало до Цехановського воєводства.

## Демографія
Демографічна структура станом на 31 березня 2011 року:
|          | Загалом | Допрацездатний вік | Працездатний вік | Постпрацездатний вік |
| -------- | ------- | ------------------ | ---------------- | -------------------- |
| Чоловіки | 202     | 53                 | 133              | 16                   |
| Жінки    | 217     | 46                 | 142              | 29                   |
| Разом    | 419     | 99                 | 275              | 45                   |